# 经前焦虑症
经前焦虑症（英語：premenstrual dysphoric disorder，PMDD），也可称经前烦躁障碍（症）、经前苦恼障碍、经前烦躁症、经前期紧张症、經期前情緒障礙症、經前情緒低落疾患、經前情緒低落症、经前期烦躁障碍，是严重的经前综合症。有月經的妇女中，有3%至8%受此症影响。 该症出现于月经周期的黃體期。经期忧郁症在2013年列入精神疾病診斷與統計手冊中。目前，经期忧郁症的发病机理尚不明确，也是研究的主題之一。治疗经期抑郁症很大程度上依赖于抗抑郁药，其通过5-羟色胺再摄取抑制剂调节血清中的5-羟色胺水平，以及使用避孕来抑制排卵。

## 症狀及體徵
经期忧郁症是严重的经前综合症（PMS）。经期焦虑症類似经期综合症，其症狀是可预测，有週期性的。症狀
會從月经周期的黃體期末期（排卵后）開始，在月經開始後不久就會結束。症状平均來說會持續六天，不過也可能從月經前兩週就開始有症狀。最顯著的症状會出現在月經開始之前的两天到月經開始的第一天之間。在经期開始不久之後，症狀就會結束。